# Vlag van Luxwoude

Vlag van Luxwoude

De vlag van Luxwoude is de dorpsvlag van het Nederlandse dorp Luxwoude, in de Friese gemeente Opsterland. De vlag werd in 1999 geregistreerd.

## Beschrijving
De beschrijving van de vlag is als volgt:
Drie banen: blauw, geel en groen, volgens de broekingsdiagonaal in een breedteverhouding van 2:1:1, de eerste, blauwe, baan liggend in de broekhoek en belegd met een wit klaverblad.
De kleuren zijn afkomstig van het dorpswapen.

## Symboliek
- Schuine banen: een vaak gebruikte indeling voor dorpen in het weidelandschap van Friesland.[2]
- Blauw veld: ontleend aan de blauwe driehoek uit het wapen. Het dorp wordt ook wel "Lúksterhoeke" genoemd.[2]
- Gele baan: duidt op de ondergrond van zand.[2]

Groen veld: afkomstig van de elzentakken uit het wapen van het dorp. Dit staat voor het deel "woude" in de plaatsnaam. Dit wijst namelijk op het voorkomen van elzen, berken en wilgen.
- Witte klaver: in plaats van de stierenkop uit het wapen is hier gekozen voor een klaverblad als symbool voor het weidegebied.[2]